# Rachel Azaria
Rachel Azaria (hebrejsky רחל עזריה‎; * 21. prosince 1977 Jeruzalém) je izraelská politička; poslankyně Knesetu za stranu Kulanu.

## Biografie
Získala bakalářský titul v psychologii a magisterský titul v krizovém managementu na Hebrejské univerzitě v Jeruzalémě. Žije v jeruzalémské čtvrti Katamon. Je vdaná, má čtyři děti.
V roce 2013 se stala náměstkyní starosty Jeruzaléma Nira Barkata. V městské radě vedla zastupitelský klub Jerušalmim. V městské radě zasedala již od roku 2008. Zaměřovala se na práva žen a na boj proti náboženskému dogmatismu. Působila jako ředitelka organizace Mavoj satum na pomoc židovským ženám, kterým jejich manželé odmítli povolit církevní rozvod.
Ve volbách v roce 2015 byla zvolena do Knesetu za stranu Kulanu. Při nástupu do Knesetu se musela vzdát amerického občanství, které získala díky faktu, že její matka byla narozena v USA (stát Izrael umožňuje dvojí občanství, ale poslanci parlamentu smí být držiteli pouze izraelského občanství).